# لیگ برتر فوتبال هنگ کنگ
لیگ برتر فوتبال هنگ کنگ (انگلیسی: Hong Kong Premier League) بالاترین سطح مسابقات فوتبال در کشور هنگ کنگ است.

## قهرمانی بر پایه باشگاه
| باشگاه | قهرمانی | فصل                               |
| ------ | ------- | --------------------------------- |
| کیتچی  | ۴       | ۲۰۱۹–۲۰٬۲۰۱۴–۱۵, ۲۰۱۶–۱۷, ۲۰۱۷–۱۸ |
| ایسترن | ۱       | ۲۰۱۵–۱۶                           |
| تای‌پو  | ۱       | ۲۰۱۸–۱۹                           |